# Parochthiphila decipia
Parochthiphila decipia är en tvåvingeart som beskrevs av Tanasijtshuk 1986. Parochthiphila decipia ingår i släktet Parochthiphila och familjen markflugor.
Artens utbredningsområde är Tadzjikistan. Inga underarter finns listade i Catalogue of Life.